# 女生宿舍 (电影)
女生宿舍是一部於2014年9月12日上映的中国悬疑驚悚片，該電影由梁婷执导，成毅、尹正、温心、赵多娜、赵美彤等人主演。

## 劇情
影片以20世纪30 年代的中国为背景， 讲述的是两个医学院女孩搬进一间传言死过人的宿舍后，舍友相继自杀及死亡。两个女孩因而卷入了一系列死亡事件中。 